# وسام الخدمة الطويلة للحزب الاشتراكي الوطني الألماني
جائزة الخدمة الطويلة للحزب النازي (Die Dienstauszeichnung der NSDAP)  ، التي تسمى أحيانًا جائزة NSDAP للخدمة الطويلة، جائزة سياسية في شكل شارة لحزب العمال الألماني الاشتراكي الوطني (Nationalsozialistische Deutsche Arbeiterpartei اختصار NSDAP)، المعروف باسم الحزب النازي.

## التاريخ
تم منح الجائزة في ثلاث درجات من عشر سنوات وخمس عشرة سنة وخمس وعشرين سنة من الخدمة. على الجانب الآخر، قامت كل جائزة بتزيين النقش باللغة الألمانية: Treue für Führer und Volk («الولاء للقائد والناس»). كانت جائزة الخدمة عبارة عن صليب بأربع رؤوس (Ordenskreuz) بأذرع منحنية قليلاً. في وسط الصليب يوجد النسر الوطني مع إكليل من الأوكلايف. بين الذراعين كانت الأشعة، التي تم تعليقها من شريط 30 مم. في 2 أبريل 1939، أمر أدولف هتلر مؤسستها للأعضاء الذكور والإناث في الحزب النازي الذين استوفوا مؤهلات معينة. تم منح الجائزة لأول مرة في 30 يناير 1940.  
- الخدمة العسكرية الإجبارية بما لا يزيد عن سنتين.
- الخدمة العسكرية ضد الحكومة الجمهورية في الحرب الأهلية الإسبانية (1936-1939).
- الخدمة العسكرية الألمانية بعد سبتمبر 1939. [2]

## درجات

### جائزة عشر سنوات
جائزة الخدمة لمدة عشر سنوات كانت جائزة الدرجة الثالثة. كانت ميدالية برونزية قياس 43 مم وتم تعليقها من شريط بني داكن 30 مم مع خطين جانبيين أبيض ضيق. نقش الجانب العكسي تم في حروف بارزة.   

## شارة
| وسام       |          |        |        |
| شريط       |          |        |        |
| إلى عن على | 10 سنوات | 15 سنة | 25 سنة |